# 皮尔科·迈泰
皮尔科·迈泰（芬蘭語：Pirkko Määttä，1959年3月7日—），芬兰女子越野滑雪运动员。她曾代表芬兰参加1984年、1988年、1992年和1994年冬季奥林匹克运动会越野滑雪比赛，共获得二枚铜牌。